# Segno di Courvoisier-Terrier
In medicina, il segno di Courvoisier-Terrier afferma che, in presenza di una colecisti palpabile allargata non dolente e accompagnata da lieve ittero, è improbabile che la causa sia attribuibile a calcoli biliari. Generalmente, il termine è usato per descrivere l'esame del quadrante destro superiore dell'addome. Questo segno implica una possibile neoplasia alla cistifellea o al pancreas.
Questa osservazione si verifica poiché i calcoli biliari si formano in un periodo breve di tempo, con una cistifellea conseguentemente rimpicciolita, fibrotica che non si distende facilmente. Vi sono pertanto meno probabilità che questa cistifellea possa essere palpabile all'esame. Al contrario, la cistifellea appare più spesso allargata (e più facilmente palpabile) nelle patologie che causano l'ostruzione dell'albero biliare in un periodo di tempo più lungo, come una neoplasia pancreatica che conduce alla distensione passiva dovuta alla contropressione.
Altre manifestazioni che si possono rilevare sono un tipico prurito, la decolorazione delle feci (dette feci acoliche), riconducibili a variazioni della bilirubina rispettivamente in circolo e nel tratto intestinale, e la presenza di urine ipercromiche.
Per verificare che la colecisti sia dilatata si procede con la palpazione della zona sottocostale destra (ipocondrio destro), nel punto di incrocio fra la linea paracentrale (linea verticale che si trova a metà fra la linea tirata su dalla spina iliaca anteriore superiore e la linea mediana) e l'arcata costale destra (a livello della IX-X costa).
Il segno di Courvoisier-Terrier risulta utile nella diagnosi differenziale tra una stenosi neoplastica delle vie biliari e ittero di origine litiasica (calcoli biliari): la prima condizione presenta colecisti distesa mentre ciò non accade per la seconda (la colecisti è poco distensibile per l'infiammazione cronica); la positività del segno indirizza quindi verso la diagnosi di adenocarcinoma della testa del pancreas.
Prende il nome dal medico svizzero Ludwig Georg Courvoisier e dal chirurgo francese Louis Félix Terrier.